# Biblioteca Pública del Estado (Porto Alegre)
La Biblioteca Pública del Estado de Río Grande del Sur es un edificio histórico ubicado en el centro de Porto Alegre, Brasil. Se encuentra cerca del Teatro Sao Pedro, el Palacio de Justicia, la Catedral Metropolitana y el Palacio Piratini. Es un edificio listado por la Alcaldía y declarado como patrimonio histórico por el Instituto del Patrimonio Histórico y Artístico Nacional y por el Instituto del Patrimonio Histórico y Artístico del Estado de Río Grande del Sur.

## Historia
Su creación e instalación fueron resultado de la Ley Provincial Nº 724, de 14 de abril de 1871, que autorizaba el gasto de hasta ocho contos de réis para la adquisición de libros y, al mismo tiempo, creaba el cargo de bibliotecario y de conserje para su administración. Inició sus actividades el 21 de enero de 1877, en el antiguo edificio del Liceu Dom Afonso', en la esquina de Duque de Caxias y Marechal Floriano. En 1895 ya contaba con un fondo de 8.000 volúmenes.

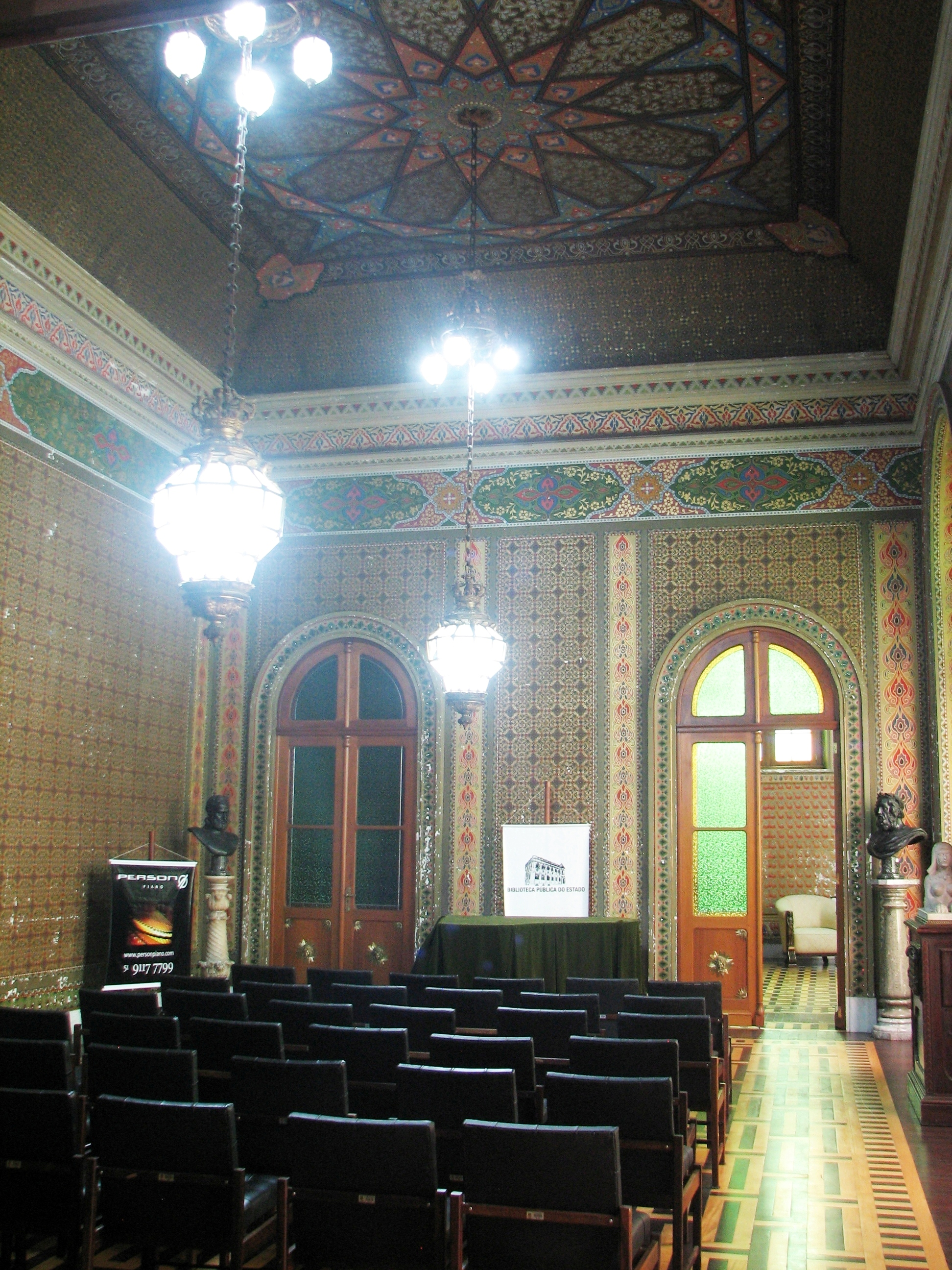
Salón Morisco

El actual edificio, en la esquina de las calles Riachuelo y General Câmara, comenzó a ser erigido el 7 de febrero de 1912 según proyecto de Affonso Hebert pues la antigua sede ya estaba superpoblada. La primera etapa de la construcción finalizó en 1915 completando la manzana que da a la calle Riachuelo. El 22 de mayo de 1919, se contrató la ampliación de la parte posterior, ahora a cargo del ingeniero Teófilo Borges de Barros, y su estructura quedó terminada en 1921. Siguió la decoración, con la aplicación de mármoles y parquet, la adquisición de muebles, pinturas y esculturas, el revestimiento de las paredes internas con pintura decorativa y la instalación de estanterías de acero, cuyo peso obligó a reforzar el suelo. La pintura decorativa corrió a cargo de Ferdinand Schlatter, mientras que las esculturas de mármol y bronce fueron realizadas por Alfred Adloff, Eduardo de Sá y Giuseppe Gaudenzi. Las columnas de mármol de Carrara y sus respectivos capiteles, que componen las puertas de comunicación del edificio, fueron realizados por João Vicente Friedrichs. Se rumorea que Victor Silva, que supervisó el diseño y la decoración, se inspiró en la Abadía de Sainte-Geneviève de París, convertida en biblioteca.
Su fachada, de estilo ecléctico, muestra una de las ilustraciones más completas del Calendario positivista, con los bustos de sus figuras tutelares más distinguidas. 
El edificio fue inaugurado en el marco de las celebraciones del Centenario de la Independencia, el 7 de septiembre de 1922, poco antes de la muerte de Víctor Silva, que había sido uno de los más activos promotores del proyecto. Las instalaciones fueron elogiadas por la prensa local como del más alto nivel y elegancia, con sus diversos espacios decorados en una variedad de estilos, siguiendo los preceptos positivistas. 
.

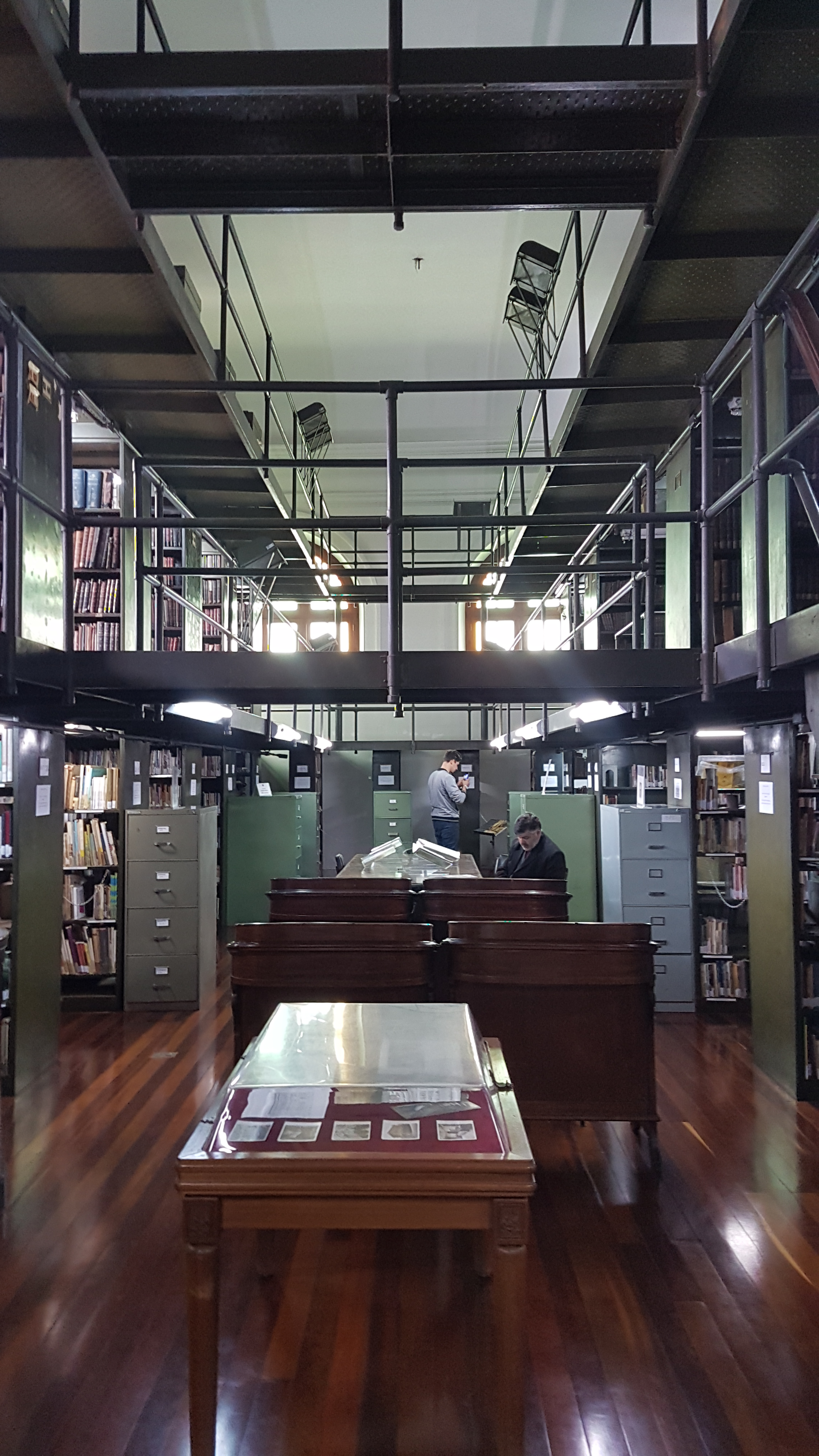
Mobiliario ubicado en el segundo piso de la Biblioteca

A lo largo de los años, el edificio ha sufrido varios ataques. En la década de 1950, se remodeló su interior y las ricas pinturas murales de casi todas las salas se cubrieron con una capa de pintura neutra. En los años sesenta, algunos de sus espacios más característicos, aún con su decoración original, como el "Salón Morisco" y el "Salón Egipcio", sufrieron una desastrosa restauración. En la década de 1970, algunos de sus ricos muebles y obras de arte fueron confiscados para formar parte del Palacio Piratini. 
En 1986, el edificio de la biblioteca fue catalogado por el Instituto del Patrimonio Histórico y Artístico del Estado (IPHAE), y en 2000 por el Instituto del Patrimonio Histórico Nacional (IPHAN). En 1998 se creó la sección Multimedia, que ofrece acceso público gratuito a Internet. En 2004, se instaló la sección Braille, con más de 1.000 títulos en Braille y 2.400 títulos en audio. 
De 2007 a 2013, el edificio histórico volvió a ser objeto de obras de renovación, esta vez para restaurar su infraestructura básica y su fachada, ya muy deteriorada. Sus servicios, así como parte de la colección, se trasladaron provisionalmente a las instalaciones de la Casa de Cultura Mario Quintana, sin dejar de atender al público. La biblioteca no volvió al edificio histórico hasta finales de 2015, cuando, entre otras mejoras, se puso a disposición del público la conexión wi-fi. La Gibiteca se creó en noviembre de 2021, atendiendo a una antigua demanda de los aficionados al cómic, con una colección de más de 8.000 ejemplares.
La Biblioteca Pública posee un vasto acervo bibliográfico de referencia en Brasil, con una importante sección de obras raras, y organiza regularmente recitales de música de cámara y otros eventos culturales.